# Bedrijventerrein

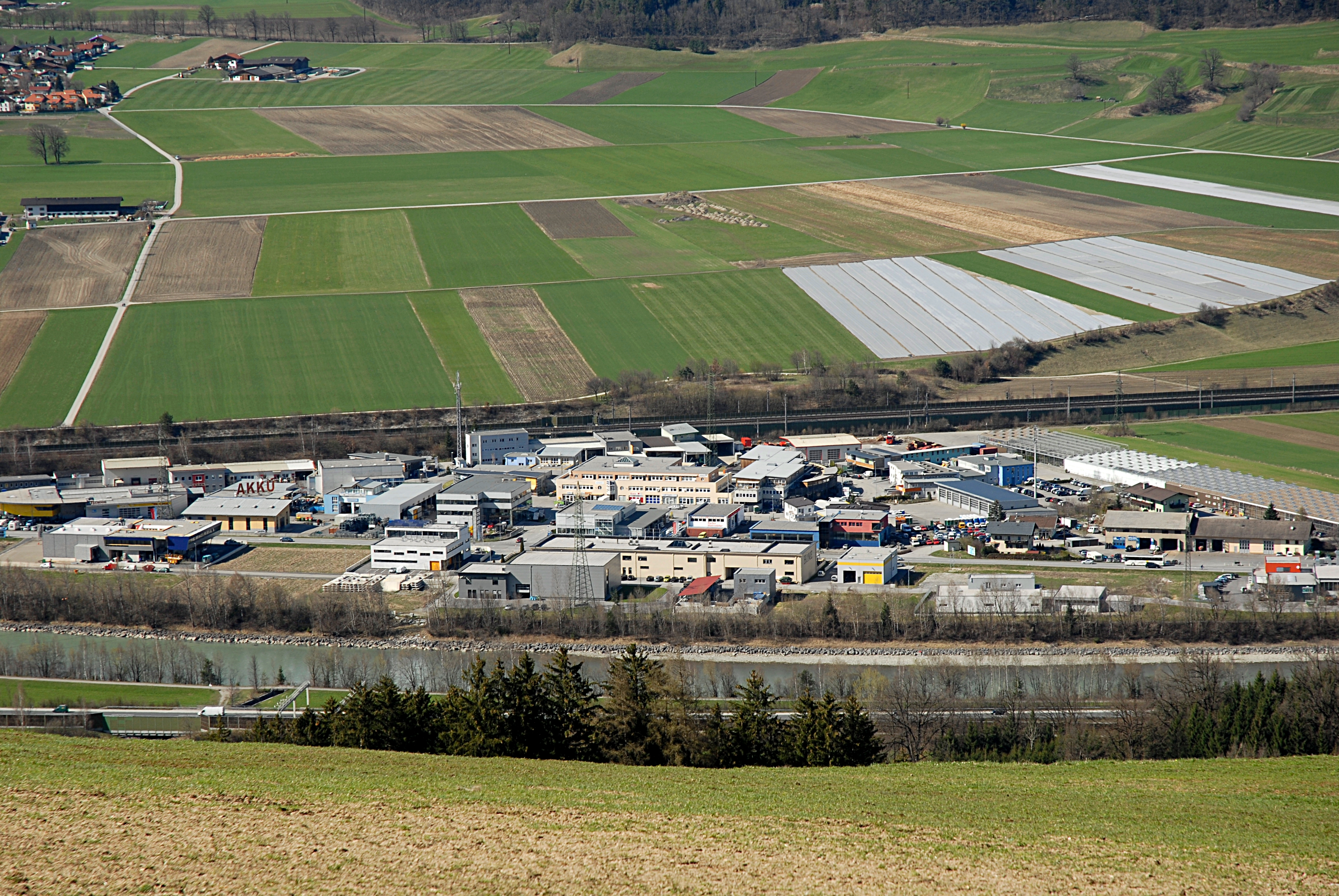
Bedrijventerrein van Mils bei Hall (Oostenrijk)

Een bedrijventerrein, bedrijvenpark of handelspark is een gebied binnen of buiten de bebouwde kom van een stad of dorp dat in eerste instantie bedoeld is voor de vestiging van commerciële bedrijven. Om logistieke redenen bevinden zij zich veelal langs spoorwegen, waterwegen of autosnelwegen. Bovendien is de grond verder van de stadscentra goedkoper. Daar komt bij dat het makkelijker is uit te breiden indien men te groot voor de locatie wordt, door simpelweg bij te huren. In stadscentra gaat dit veel moeilijker.
Het verouderde woord industrieterrein wordt ook nog regelmatig gebruikt. Een bedrijf hoeft echter niet noodzakelijkerwijs industrieel te zijn, dus de term industrieterrein is vaak te beperkt voor de lading die het moet dekken. Er bevinden zich vaak ook veel kantoren in bedrijvenparken, waarvoor de naam kantoorpark wel wordt gebruikt.
Vaak kiezen bedrijven en de gemeenten waarin ze zich vestigen uit kosten- en efficiencyoverwegingen voor het bouwen op nieuwe terreinen, in plaats van bestaande terreinen te herstructureren (opknappen, hergebruiken). Daar waar dit dicht bij of in landelijk gebied gebeurt, wordt door critici van 'de verrommeling van het landschap' gesproken. Voor werknemers komt daar het nadeel bij van het moeten missen van voorzieningen dicht in de buurt, en van goede verbindingen met het openbaar vervoer. . Ook worden dergelijke locaties vaak als ongezellig en (in donkere uren) onveilig ervaren.